# چشمه بار
چشمه بارروستایی از توابع بخش مرکزی شهرستان ابهر در استان زنجان ایران است.

## جمعیت
این روستا در دهستان دولت‌آباد قرار دارد و براساس سرشماری مرکز آمار ایران در سال ۱۳۸۵، جمعیت آن ۲۳۴ نفر (۵۸خانوار) بوده‌است.

## زبان
زبان اهالی ترکی آذربایجانی لهجه ابهری می‌باشد.

## راه‌ها
راه ارتباطی روستا از ابهر تا چشمه بار آسفالته می‌باشد. و همچنین تا آبگرم راه آسفالته دارد.

## تاریخ
از وقایع تاریخی مهم این روستا می‌توان به جنگ با گروهان روسیه که در طی جنگ جهانی دوم ایران را تسخیر کرده بودند اشاره کرد.
وقتی ارتش روس از منطقه غربی روستا یعنی دشت اردلان رد می‌شد، عده ای از آنها برای غارت روستاهای بالا دست راهی چشمه بار می‌شوند، حاکم وقت روستا با اهالی روستا در مرز نایجوک جلوی آنها را می‌گیرند و بعد از درگیری شدید آنها را فراری می‌دهند.
موقعیت جغرافیایی بنام گوجه بلاغ مابین چشمه بار و روستای نایجوک قرار گرفته، در اواخر دوره افشاریه بصورت قلعه مستحکمی در پی کشته شدن معصومعلی بزرگ (معصومعلی سلطان از نوادگان شاه عباس کبیر) به آتش کشیده شده و به غارت رفته، فرزند این شاهزاده بنام معصومعلی کوچک پس از گرفتن انتقام پدر خویش به قلعه ای در روستای نایجوک احداث و در آنجا سکونت گزید، از پسران این شاهزاده می‌توان سیفعلی، گنجعلی، شکرعلی (شکرعلی بی) و… نام برد که پس از وفات پدر به روستای چشمه بار کوچ کرده‌اند.

## نام
آب چشمه‌ها جهت درست کردن کره حیوانی بسیار مناسب بوده که بدین جهت این روستا را چشمه بار نامیدند.
چشمه آق بلاغ در قسمت شمالی این روستا واقع شده که در زمان نامشخص روستای اصلی در این منطقه بوده که بعد از بارش برف سنگین غیرقابل سکونت شده و روستا به مکان کنونی انتقال یافته‌است.
چشمه اسکندربلاغی: چشمه اصلی که از دل کوه جاری بوده، آب شرب این روستا را تأمین می‌کند.
چشمه شیرعلی بلاغی: در قسمت جنوب روستا واقع شده‌است.
چشمه ایل بلاغی: در قسمت جنوب شرقی روستا واقع شده‌است.

## عکس

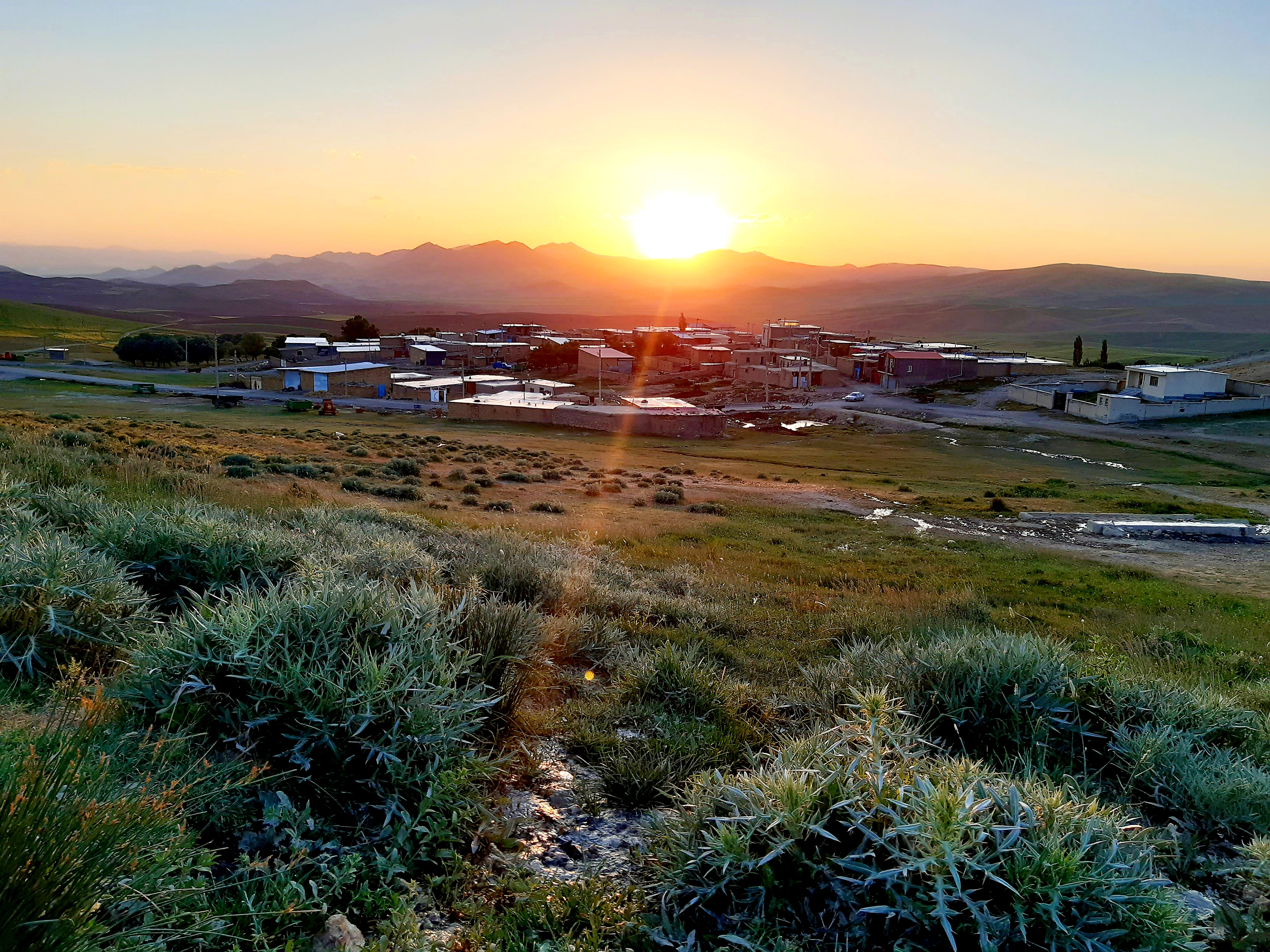
Photo By: Morteza karimi pour

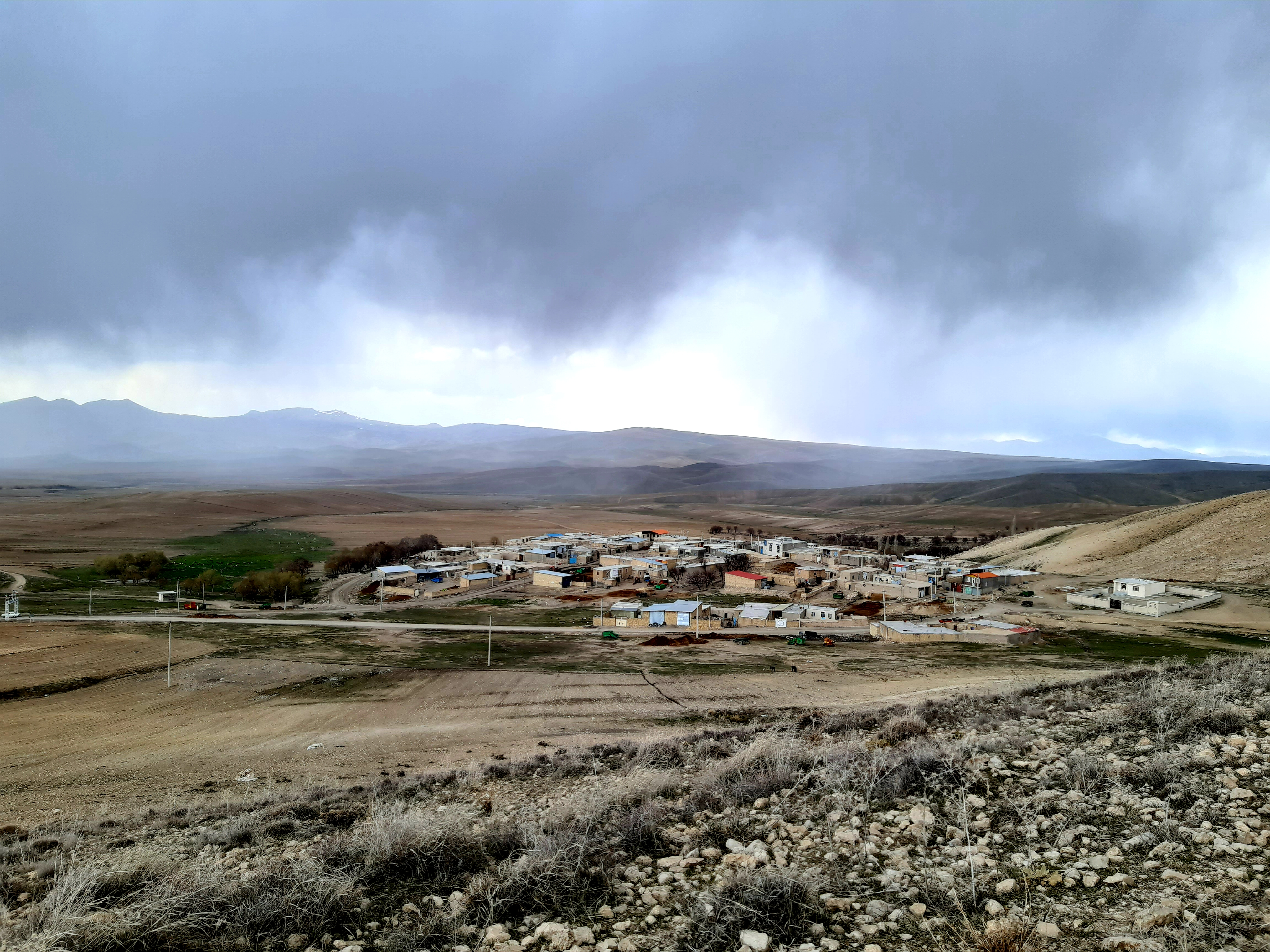
Photo By : Morteza karimi pour

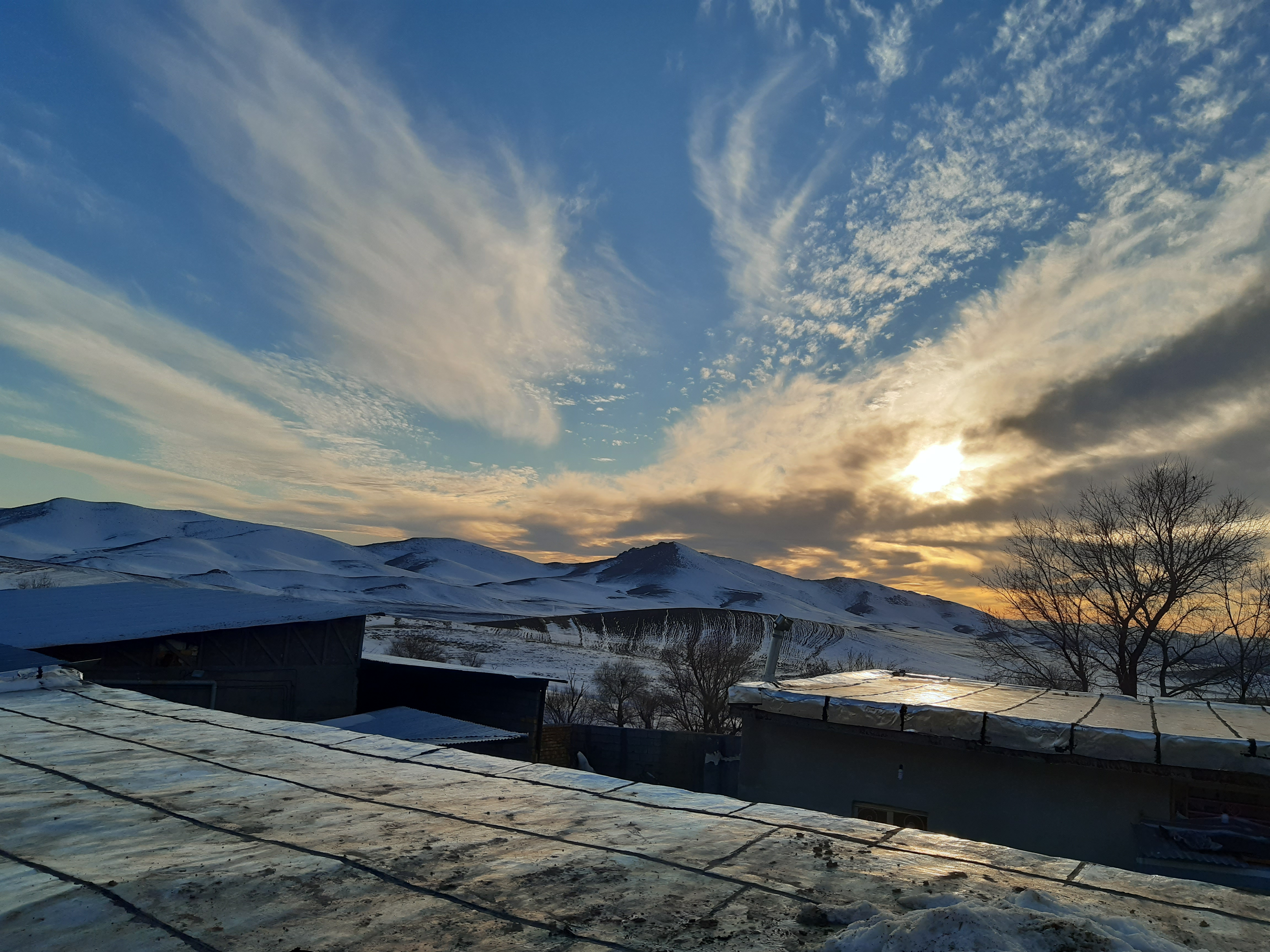
Photo By: Morteza karimi pour

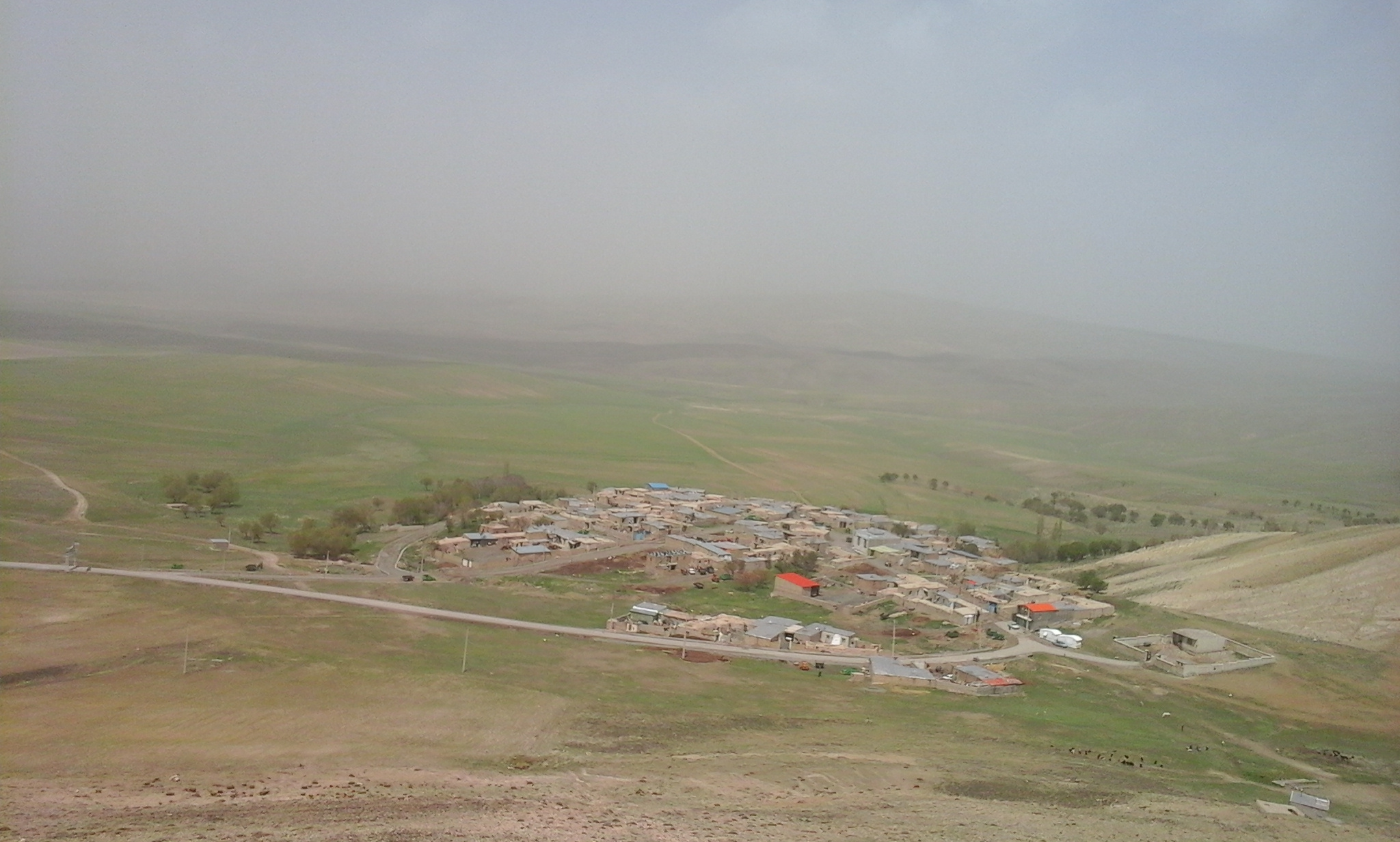
Photo By : Morteza karimi pour

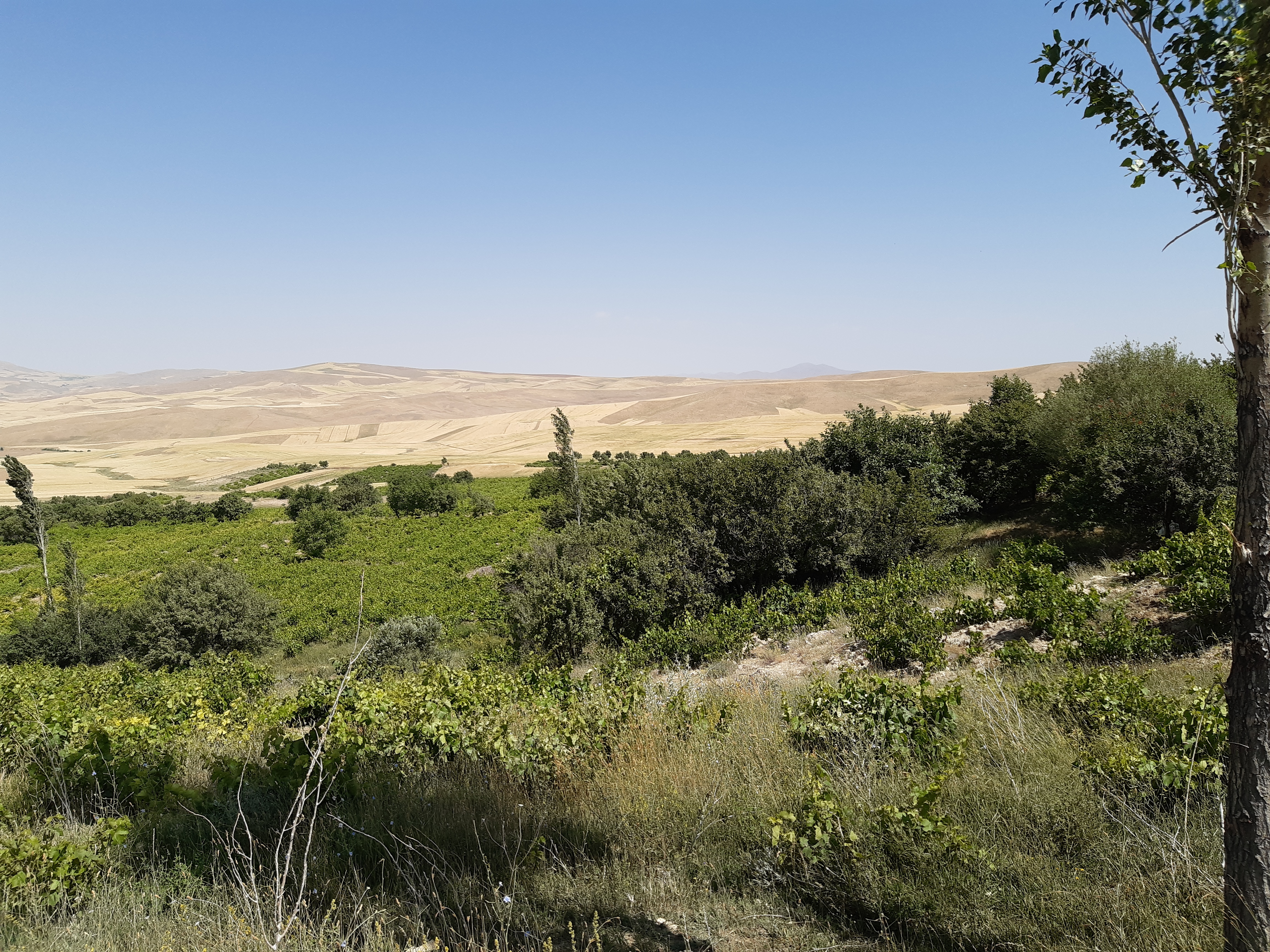
Photo By: Morteza karimi pour

- «نتایج سرشماری عمومی نفوس و مسکن 1385». درگاه ملی آمار ایران. بایگانی‌شده از اصلی در ۱ ژانویه ۲۰۱۳. دریافت‌شده در ۱ ژانویه ۲۰۱۳.